# Дюсенбаев, Исхак
Исхак Дюсенбаев (1887, г. Верный — 1912) — один из первых представителей казахской молодежи, боровшийся против монархического правления Российской империи. 
В 1907 году окончил с серебряной медалью Верненскую мужскую гимназию. Во время учёбы примкнул к молодежной организации «Верненская группа учащихся». Участвовал в выпуске и распространении нелегального журнала. В 1907—1911 годах учился на физико-математическом факультете Санкт-Петербургского университета (не закончил из-за тяжелой болезни). Находясь в Санкт-Петербурге, не порывал связи с верненскими социал-демократами.